# Koronowo (stacja kolejowa)
Koronowo – bocznica szlakowa i przystanek osobowy w Koronowie, w powiecie bydgoskim, w województwie kujawsko-pomorskim. Koronowo jest stacją z jednym jednokrawędziowym peronem i rozbudowanym systemem torowym. Jest punktem końcowym linii kolejowej nr 241 biorącej początek w Tucholi.
Dworzec w Koronowie jest siedzibą trzech organizacji. Budynek wykorzystywany jest przez pracowników technicznych (jak toromistrzowie i drużyny konduktorskie), dawną poczekalnię i lampiarnię zajmuje Stowarzyszenie Koronowo Budzi Się, a ostatnie pomieszczenia – po dyżurnym ruchu i kasie biletowej – wynajmuje Koronowskie Stowarzyszenie Rozwoju Turystyki "Szczęśliwa Dolina". Stowarzyszenie „Szczęśliwa Dolina” od kilku lat organizuje imprezy w kolejowych klimatach - Rowerowy Rajd Wąskotorówki (maj), plener fotograficzny Fot-Kol urok (nie)zapomnianego szlaku kolejowego (czerwiec) i Festyn Drezynowy (sierpień). Staraniem członka tego ostatniego stowarzyszenia pana Rafała Wąsowicza linia kolejowa została w całości wpisana w ewidencję zabytków oraz został zachowany fragment dawnej Świecie nad Wisłą - Złotów na odcinku z Pruszcza Bagienicy do mostu na Brdzie. W ramach powyższych działań PKP PLK naprawiły również ubytek toru pomiędzy Mąkowarskiem a Pruszczem Bagienicą oraz wymieniły na nowe poszycie mostu nad Brdą w Koronowie.